# Epsilon Capricorni
Désignations
Epsilon Capricorni (ε Capricorni / ε Cap), est une possible étoile binaire, de la constellation zodiacale du Capricorne. Elle est visible à l'œil nu avec une magnitude apparente combinée de 4,62. Le système présente une parallaxe annuelle de 3,09 mas telle que mesurée par le satellite Hipparcos, ce qui permet d'en déduire qu'il est distant d'environ ∼ 1 060 a.l. (∼ 325 pc) de la Terre. Il se rapproche du Système solaire à une vitesse radiale de −24 km/s.

## Propriétés

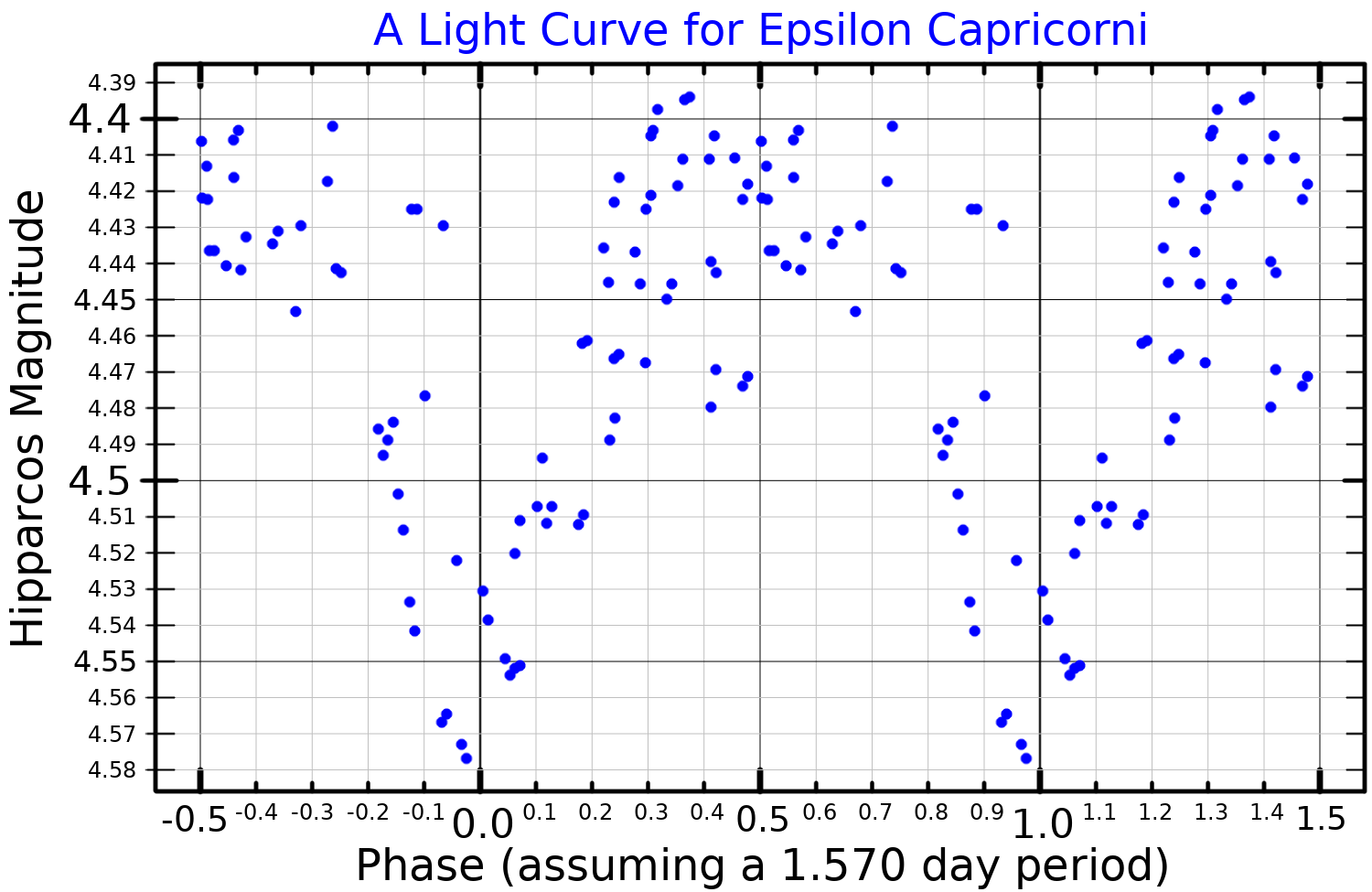
Courbe de lumière de Epsilon Capricorni, adaptée de Lefèvre (2009).

Epsilon Capricorni est une binaire rapprochée avec une période orbitale de 129 jours. Elle est également connue comme une possible binaire à occultations,. Sa composante primaire, désignée Epsilon Capricorni Aa, est une étoile Be qui est entourée d'une enveloppe de gaz ionisée qui est à l'origine des raies en émission que l'on observe dans son spectre. Cette enveloppe circumstellaire est inclinée de 80° par rapport à la ligne de mire de la Terre.
Le système est classé comme une variable de type Gamma Cassiopeiae avec une amplitude de 0,16 en magnitude visuelle. Il connaît des variations dans sa luminosité à la fois à court terme et à long terme. Les variations à courte période montrent un cycle de phase de 1,03 jour.
Epsilon Capricorni Aa is est une étoile bleu-blanc de la séquence principale de type spectral B2,5 Vpe. Sa masse est 7,6 fois supérieure à celle du Soleil et son rayon est 4,8 fois plus grand que le rayon solaire. L'étoile tourne rapidement sur elle-même à une vitesse de rotation projetée de 225 km/s. Cela donne à l'étoile une forme  une forme aplatie avec un bourrelet équatorial qu'on estime être 7 % plus grand que son rayon polaire.
Le système possède deux compagnons visuels. La composante désignée B est une étoile de magnitude 10,11 qui, en date de 2013, était localisée à une distance angulaire de 65,8 secondes d'arc et à un angle de position de 46°. La composante C, d'une magnitude visuelle de 14,1, était située à une distance angulaire de 62,7 secondes d'arc et à un angle de position de 164° en date de 1999. Ces deux étoiles ne sont probablement pas liées au système et sont situées à des distances différentes d'Epsilon Capricorni.

## Nomenclature
ε Capricorni, latinisé Epsilon Capricorni, est la désignation de Bayer de l'étoile. Elle porte également la désignation de Flamsteed de 39 Capricorni. Elle a pu être appelée par le nom de Kastra, signifiant « fort » ou « camp militaire » en latin.
En astronomie chinoise traditionnelle, ε Capricorni fait partie de l'astérisme de Leibizhen (en chinois Lěi Bì Zhèn, 壘壁陣), représentant un rempart.